# Helena, supruga Julijana Apostata
Helena (? — 360.) bila je rimska carica kao supruga cara Julijana Apostata, koji je proglašen Augustusom 360. godine.
Helenini roditelji bili su Konstantin I. Veliki i Fausta. Konstans I. bio je Helenin brat. 
Nepoznato je koliko je Helena imala godina kad se udala.